# Financeirização

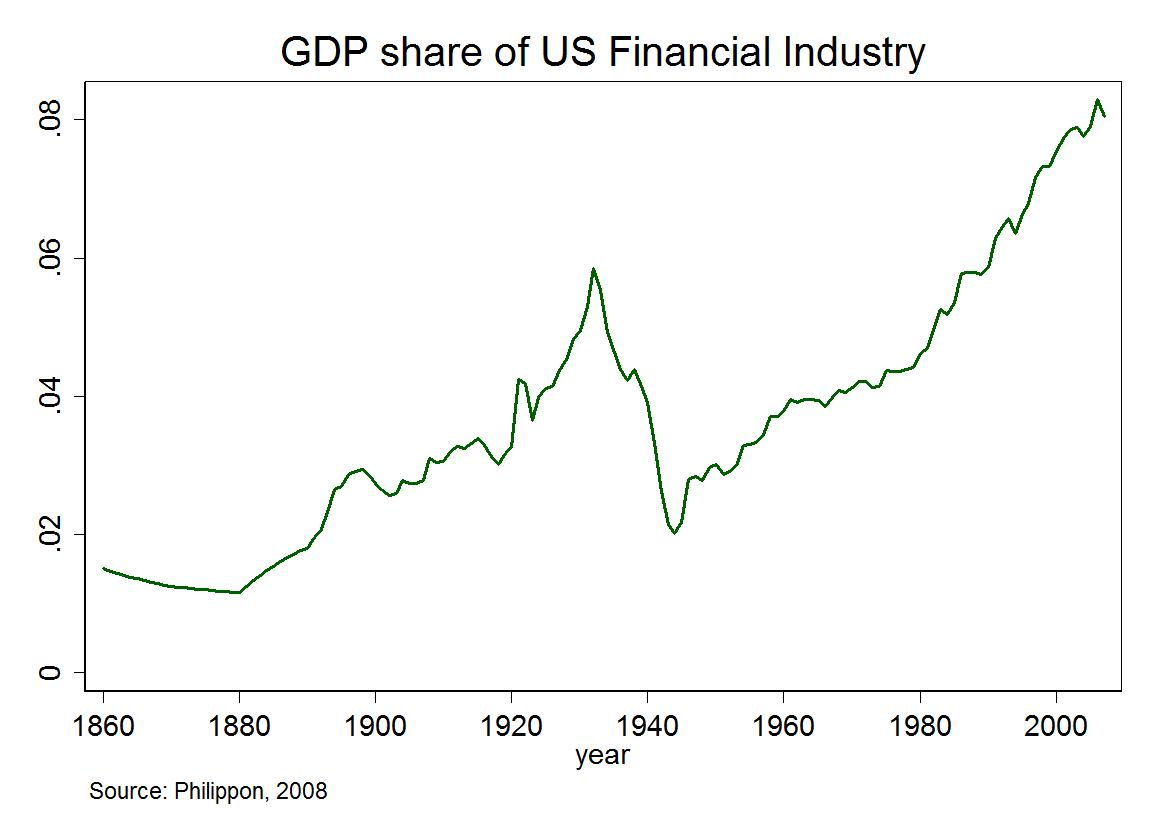
Participação do setor financeiro no PIB dos EUA desde 1860

Financeirização descreve o processo pelo qual as trocas são progressivamente intermediadas por instrumentos financeiros, que possibilitam que bens, serviços e riscos sejam prontamente trocados por moeda, facilitando a racionalização de ativos e fluxos de renda. Termo usado para descrever o desenvolvimento do capitalismo financeiro. 

## Abordagens acadêmicas específicas
Várias definições, enfocando diferentes aspectos e interpretações, têm sido utilizadas:
- Greta Krippner, da Universidade de Michigan, escreve que a financeirização se refere a um "padrão de acumulação em que a obtenção de lucros ocorre cada vez mais por meio de canais financeiros, e não por meio do comércio e da produção de commodities ". Na introdução do livro de 2005 Financialization and the World Economy, o editor Gerald A. Epstein escreveu que alguns estudiosos insistiram em um uso muito mais restrito do termo: a ascensão do valor para o acionista como um modo de governança corporativa, ou o crescente domínio da sistemas financeiros de mercado de capitais sobre sistemas financeiros baseados em bancos. Pierre-Yves Gomez e Harry Korine, em seu livro de 2008 Entrepreneurs and Democracy: A Political Theory of Corporate Governance, identificaram uma tendência de longo prazo na evolução da governança corporativa de grandes corporações e mostraram que a financeirização é um passo neste processo.
- Michael Hudson descreveu a financeirização como "um lapso de volta à usura pré-industrial e à economia de aluguel do feudalismo europeu" em uma entrevista de 2003:[2]

"apenas as dívidas cresceram exponencialmente, ano após ano, e o fazem inexoravelmente, mesmo quando - na verdade, especialmente quando - a economia desacelera e suas empresas e pessoas caem abaixo dos níveis de equilíbrio. À medida que suas dívidas aumentam, eles desviam o superávit econômico para o serviço da dívida (...) O problema é que as receitas do setor financeiro não são transformadas em formação de capital fixo para aumentar a produção. Eles se acumulam cada vez mais no lado oposto do balanço patrimonial, como novos empréstimos, ou seja, dívidas e novos direitos sobre a produção e a renda da sociedade.
As empresas não podem investir em novos equipamentos ou edifícios de capital físico porque são obrigadas a usar sua receita operacional para pagar seus banqueiros e detentores de títulos. É isso que quero dizer quando digo que a economia está se financiando. Seu objetivo não é fornecer formação de capital tangível ou elevar os padrões de vida, mas gerar juros, taxas financeiras para subscrever fusões e aquisições e ganhos de capital que revertem principalmente para quem é parte do meio financeiro, especialmente a alta administração e as grandes instituições financeiras. O resultado é que o ciclo comercial tradicional foi ofuscado por um aumento secular da dívida. Em vez de o trabalhador ganhar mais, os ganhos por hora diminuíram em termos reais. Houve uma queda no rendimento líquido disponível após o pagamento de impostos e retenção de "poupança forçada" para a segurança social e seguro médico, contribuições para fundos de pensões e - o mais grave de tudo - serviço da dívida em cartões de crédito, empréstimos bancários, empréstimos hipotecários, empréstimos estudantis, empréstimos para automóveis, seguro residencial, seguro de vida, seguro médico privado e outros encargos dos setores de seguros, finanças e imóveis. ... Isso desvia os gastos de bens e serviços.
- Thomas Marois, olhando para os grandes mercados emergentes, define "capitalismo financeiro emergente" como a fase atual de acumulação, que é caracterizada caracterizada pela "fusão dos interesses do capital financeiro doméstico e estrangeiro no aparelho de estado como as prioridades institucionalizadas e a lógica social abrangente que orienta as ações dos gestores estaduais e das elites do governo, muitas vezes em detrimento do trabalho. "[3]
- De acordo com Gerald A. Epstein, "Financeirização refere-se à crescente importância dos mercados financeiros, motivos financeiros, instituições financeiras e elites financeiras no funcionamento da economia e suas instituições governantes, tanto a nível nacional como internacional."[4]
- A financeirização pode ser definida como "o domínio crescente da indústria financeira na soma total da atividade econômica, dos controladores financeiros na gestão das empresas, dos ativos financeiros entre os ativos totais, dos títulos comercializados e, particularmente, das ações entre os ativos financeiros, do mercado de ações como um mercado para o controle corporativo na determinação das estratégias corporativas, e das flutuações no mercado de ações como um determinante dos ciclos de negócios ”(Dore 2002).
- Mais popularmente, entretanto, a financeirização é entendida como significando o papel amplamente expandido dos motivos financeiros, mercados financeiros, atores financeiros e instituições financeiras na operação das economias domésticas e internacionais.
- Interpretações sociológicas e políticas também foram feitas. Em seu livro de 2006, Teocracia Americana: O Perigo e a Política da Religião Radical, Petróleo e Dinheiro Emprestado no Século XXI, o escritor e comentarista americano Kevin Phillips apresenta a financeirização como "um processo pelo qual os serviços financeiros assumem o controle dos papéis dominantes da economia, da cultura e da política em uma economia nacional "(268). Phillips considera que a financeirização da economia dos Estados Unidos segue o mesmo padrão que marcou o início do declínio dos Habsburgos na Espanha no século XVI, o império comercial holandês no século XVIII e o Império Britânico no século XIX.

... as principais potências econômicas seguiram uma progressão evolucionária: primeiro, agricultura, pesca e similares, em seguida, comércio e indústria e, finalmente, finanças. Vários historiadores elaboraram este ponto. Brooks Adams afirmou que "à medida que as sociedades se consolidam, passam por uma profunda mudança intelectual. A energia deixa de ser liberada pela imaginação e assume a forma de capital."
Jean Cushen explora como os impactos no local de trabalho associados à financeirização torna os funcionários inseguros e irritados.

## Raízes
Na experiência americana, o aumento da financeirização ocorreu simultaneamente ao surgimento do neoliberalismo e das doutrinas de livre mercado de Milton Friedman e da Escola de Economia de Chicago no final do século XX. Vários economistas acadêmicos daquele período elaboraram racionalizações ideológicas e teóricas e abordagens analíticas para facilitar a crescente desregulamentação dos sistemas financeiros e bancários.
Em um artigo de 1998, Michael Hudson discutiu economistas anteriores que viram os problemas resultantes da financeirização. Os problemas foram identificados por John A. Hobson (a financeirização permitiu o imperialismo da Grã-Bretanha), Thorstein Veblen (age em oposição aos engenheiros racionais), Herbert Somerton Foxwell (a Grã-Bretanha não estava usando as finanças para a indústria, assim como a Europa) e Rudolf Hilferding (a Alemanha estava ultrapassando a Grã-Bretanha e os Estados Unidos no setor bancário que apoia a indústria).
Na mesma conferência de 1998 em Oslo, Erik S. Reinert e Arno Mong Daastøl em "Capitalismo de Produção vs. Capitalismo Financeiro " forneceu uma extensa bibliografia sobre escritos anteriores, e questionou: 
Nos Estados Unidos, provavelmente mais dinheiro foi ganho com a valorização dos imóveis do que de qualquer outra forma. Quais são as consequências a longo prazo se uma porcentagem crescente de poupança e riqueza, como parece agora, for usada para inflar os preços de ativos já existentes - imóveis e estoques - em vez de criar nova produção e inovação?

## Crescimento acelerado do setor financeiro
O setor financeiro é uma indústria-chave nas economias desenvolvidas, nas quais representa uma parcela considerável do PIB e uma importante fonte de empregos. Os serviços financeiros (bancários, seguros, investimentos, etc.) foram, por muito tempo, um poderoso setor da economia em muitos países economicamente desenvolvidos. Essas atividades também desempenharam um papel fundamental na facilitação da globalização econômica.

### História do início do século XX nos Estados Unidos
Já no início do século XX, um pequeno número de empresas do setor financeiro controlava a maior parte da riqueza e do poder do setor financeiro. A noção de uma "oligarquia financeira" americana foi discutida já em 1913. Em um artigo intitulado "Nossa Oligarquia Financeira", Louis Brandeis, que em 1913 foi nomeado para a Suprema Corte dos Estados Unidos, escreveu que "Acreditamos que nenhum método de regulamentação foi ou pode ser desenvolvido para remover a ameaça inerente ao monopólio privado e poder comercial avassalador "que é visto em empresas do setor financeiro dos Estados Unidos. Houve primeiras investigações sobre a concentração do poder econômico do setor financeiro dos Estados Unidos, como o Comitê Pujo da Câmara dos Representantes dos Estados Unidos, que em 1912 constatou que o controle do crédito na América estava concentrado nas mãos de um pequeno grupo de empresas de Wall Street que usavam suas posições para acumular vasto poder econômico. Quando, em 1911, a Standard Oil foi dissolvida por ser um monopólio ilegal pelo governo dos Estados Unidos, a concentração de poder no setor financeiro dos Estados Unidos não foi alterada.
Os principais participantes das empresas do setor financeiro também tiveram um lugar à mesa na criação do banco central dos Estados Unidos. Em novembro de 1910, os cinco chefes das firmas do setor financeiro mais poderosas do país se reuniram para uma reunião secreta na Ilha Jekyll com o senador dos Estados Unidos Nelson W. Aldrich e o secretário adjunto do Departamento do Tesouro dos Estados Unidos, A. Piatt Andrew, e traçaram os planos para o Sistema Federal de Reserva dos Estados Unidos.

### Desregulamentação e crescimento acelerado
Na década de 1970, o setor financeiro compreendia pouco mais de 3% do Produto Interno Bruto (PIB) total da economia dos Estados Unidos, enquanto os ativos financeiros totais de todos os bancos de investimento (ou seja, corretoras de valores mobiliários) representavam menos de 2% do PIB dos EUA. O período do New Deal até a década de 1970 foi referido como a era dos "bancos entediantes" porque os bancos que recebiam depósitos e faziam empréstimos a pessoas físicas eram proibidos de se envolver em investimentos que envolvessem engenharia financeira criativa e banco de investimento.
A desregulamentação federal na década de 1980 de muitos tipos de práticas bancárias nos Estados Unidos pavimentou o caminho para o rápido crescimento do tamanho, da lucratividade e do poder político do setor financeiro. Essas práticas do setor financeiro incluíram a criação de títulos lastreados em hipotecas e abordagens mais especulativas para criar e negociar derivativos com base em novos modelos quantitativos de risco e valor. Wall Street aumentou a pressão sobre o Congresso dos Estados Unidos por mais desregulamentação, incluindo a revogação da Glass-Steagall, uma lei do New Deal que, entre outras coisas, proíbe um banco que aceita depósitos de funcionar como banco de investimento, pois o último implica maiores riscos.
Como resultado dessa rápida financeirização, o setor financeiro cresceu enormemente no espaço de algumas décadas. Em 1978, o setor financeiro era responsável por 3,5% do PIB dos Estados Unidos, mas em 2007 havia alcançado 5,9%. Os lucros do setor financeiro americano em 2009 foram seis vezes maiores, em média, do que em 1980, em comparação com os lucros do setor não financeiro, que, em média, foram um pouco mais do que o dobro do que eram em 1980. Os lucros do setor financeiro cresceram 800%, ajustados pela inflação, de 1980 a 2005. Em comparação com o resto da economia, os lucros do setor não financeiro dos EUA cresceram 250% durante o mesmo período. Para contextualizar, os lucros do setor financeiro da década de 1930 até 1980 cresceram na mesma taxa do resto da economia americana.

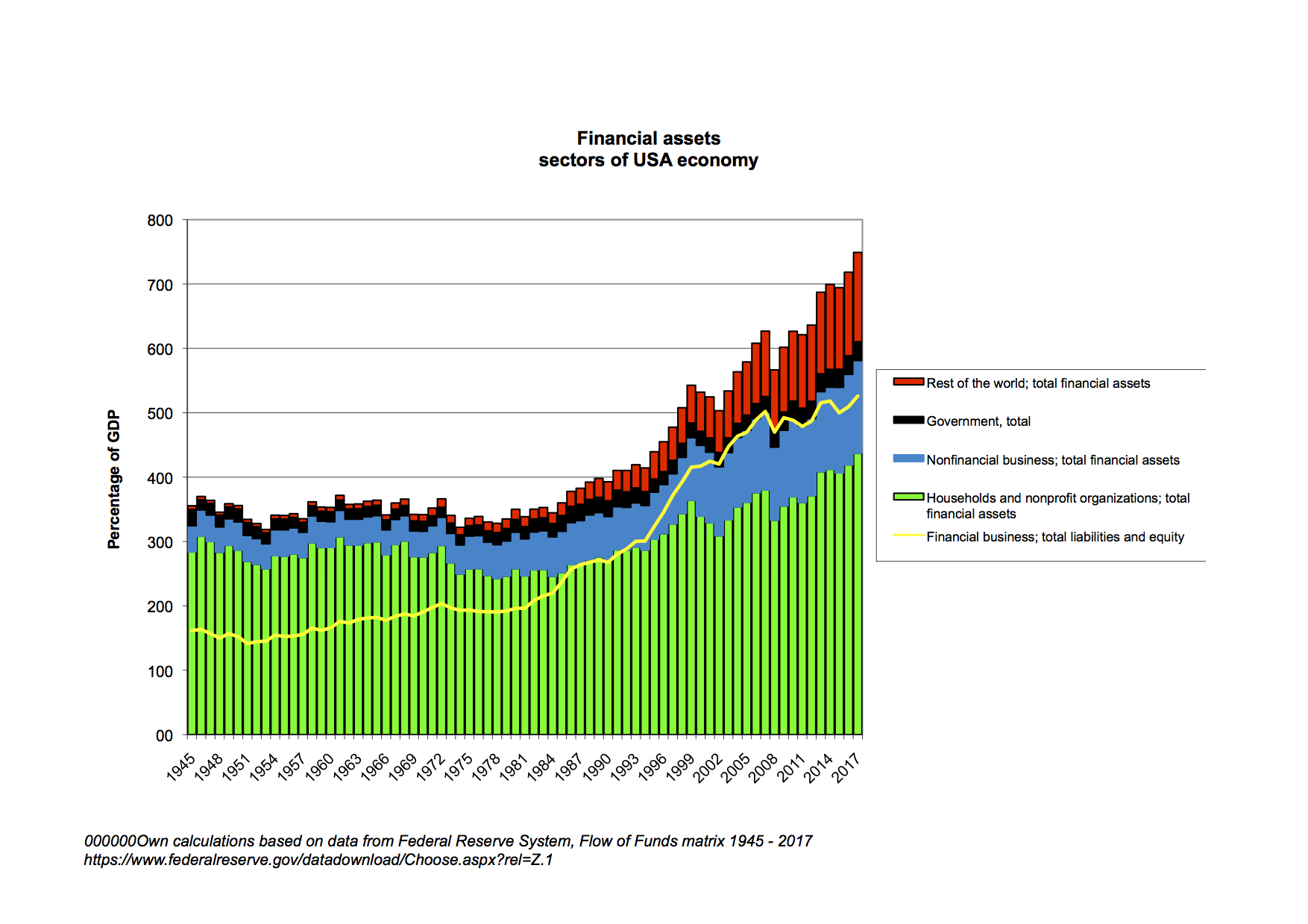
Ativos de setores dos Estados Unidos

A título de ilustração do aumento do poder do setor financeiro sobre a economia, em 1978 os bancos comerciais detinham US $ 1,2 trilhão em ativos, o que equivale a 53% do PIB dos Estados Unidos. No final de 2007, os bancos comerciais detinham US $ 11,8 trilhões em ativos, o que equivale a 84% do PIB dos EUA. Os bancos de investimento detinham $ 33 bilhões em ativos em 1978 (equivalente a 1,3% do PIB dos Estados Unidos), mas detinham $ 3,1 trilhões em ativos (equivalente a 22% do PIB dos Estados Unidos) em 2007. Os títulos que foram tão importantes para desencadear a crise financeira de 2007-2008, os títulos lastreados em ativos, incluindo obrigações de dívida colateralizada (CDOs), eram praticamente inexistentes em 1978. Em 2007, eles representavam US $ 4,5 trilhões em ativos, equivalentes a 32% do PIB dos EUA.

## Efeitos na economia
Na esteira da crise financeira de 2007-2010, vários economistas começaram a argumentar que os serviços financeiros haviam se tornado um setor muito grande da economia dos Estados Unidos, sem nenhum benefício real para a sociedade decorrente das atividades de aumento da financeirização.
Em fevereiro de 2009, o criminologista e ex-regulador financeiro William K. Black listou as maneiras pelas quais o setor financeiro prejudica a economia real. Segundo ele, "o setor financeiro funciona como os caninos afiados que o estado predador usa para dilacerar a nação. Além de desviar o capital para seu próprio benefício, o setor financeiro aloca erroneamente o capital restante de maneiras que prejudicam a economia real, a fim de recompensar as já ricas elites financeiras que prejudicam a nação."
Os países emergentes também têm tentado desenvolver seu setor financeiro como um motor de desenvolvimento econômico. Um aspecto típico é o crescimento das microfinanças ou microcréditos, como parte da inclusão financeira.
Bruce Bartlett resumiu vários estudos em um artigo de 2013, indicando que a financeirização afetou negativamente o crescimento econômico e contribuiu para a desigualdade de renda e estagnação salarial para a classe média.

### Causa das crises financeiras
Em 15 de fevereiro de 2010, Adair Turner, chefe da Autoridade de Serviços Financeiros da Grã-Bretanha, disse que a financeirização estava relacionada à crise financeira de 2007-2010. Em um discurso perante o Reserve Bank of India, Turner disse que a crise financeira asiática de 1997–98 foi semelhante à crise de 2008–9 em que "ambas foram enraizadas em, ou pelo menos se seguiram a aumentos contínuos na importância relativa da atividade financeira em relação à atividade econômica não financeira real, uma crescente 'financeirização' da economia.”

## Efeitos no sistema político
Alguns, como o ex-economista-chefe do Fundo Monetário Internacional Simon Johnson, argumentaram que o aumento do poder e da influência do setor de serviços financeiros transformou fundamentalmente a política americana, colocando em risco a própria democracia representativa por meio de influência indevida no sistema político e captura regulatória pela oligarquia financeira.
Na década de 1990, vastos recursos monetários fluindo para alguns "megabancos" permitiram à oligarquia financeira alcançar maior poder político nos Estados Unidos. As empresas de Wall Street tiveram grande sucesso em fazer o sistema político americano e os reguladores aceitarem a ideologia da desregulamentação financeira e a legalização de novos instrumentos financeiros. O poder político foi alcançado por contribuições para campanhas políticas, pelo lobby do setor financeiro e por uma troca de cargos que posicionou os líderes do setor financeiro em papéis regulatórios e de formulação de políticas, e que recompensou funcionários do governo com altos salários em Wall Street depois de seu serviço governamental. O setor financeiro foi o principal contribuinte para as campanhas políticas desde pelo menos a década de 1990, contribuindo com mais de US $ 150 milhões em 2006. (Isso excedeu em muito o segundo maior setor de contribuição política, o setor de saúde, que contribuiu com US $ 100 milhões em 2006.) De 1990 a 2006, a indústria de títulos e investimentos aumentou suas contribuições políticas seis vezes, de US $ 12 para US $ 72 milhões anuais. O setor financeiro contribuiu com US $ 1,7 bilhão para campanhas políticas de 1998 a 2006 e gastou US $ 3,4 bilhões adicionais em lobby político, de acordo com uma estimativa.